# دومينيك كوهر
دومينيك كوهر (بالألمانية: Dominik Kohr)‏ (31 يناير 1994 ألمانيا - ) هو لاعب كرة قدم ألماني، يلعب كلاعب وسط.

## وصلات خارجية
دومينيك كوهر على موقع الاتحاد الأوربي (الإنجليزية)
- دومينيك كوهر على موقع قاعدة بيانات كرة القدم.إي يو (الإنجليزية)
- دومينيك كوهر على موقع بيانات كرة القدم. دي إي (الألمانية)
- دومينيك كوهر على موقع Soccerway.com (الإنجليزية)
- دومينيك كوهر على موقع عالم كرة القدم.نت (الإنجليزية)
- دومينيك كوهر على موقع AS.com (الإسبانية)